# Marc McNulty
Marc McNulty (Edimburgo, 14 settembre 1992) è un calciatore scozzese, attaccante del St. George City.

## Carriera

### Club

#### Livingston
Dopo aver pensato di smettere all'età di 16 in seguito alla scadenza del suo contratto con l'Hibernian, si accasa al Livingston che, in seguito a problemi finanziari era stato retrocesso d'ufficio nell'ultima serie scozzese. In questo modo McNulty poté debuttare fra i professionisti molto prima di quanto pensasse: debutta infatti con la prima squadra il 31 ottobre 2009 contro il Montrose, segnando il gol dello 0-3 finale. Nella stagione, divisa fra prima squadra (che conquista la promozione in League One) e under-19, McNulty colleziona 9 presenze ed un gol. Le ottime prestazioni con l'under-19 gli permettono di guadagnarsi il suo primo contratto professionistico.
La stagione successiva, che lo vede aggregato in pianta stabile alla prima squadra, si conclude anticipatamente a causa di un infortunio. La squadra centra comunque la promozione in Championship.
Nella stagione 2011-2012 si afferma come capocannoniere della squadra mettendo a segno 16 gol complessivi, attirando su di sé l'attenzione di club inglesi come lo Sheffield United.
La stagione 2013-2014 è quella della definitiva consacrazione con 19 gol messi a segno in 39 presenze complessive.

#### L'esperienza inglese
Il 19 Maggio 2014 sigla un accordo triennale con lo Sheffield United, che conferma l'interesse mostrato due anni prima. Il 13 agosto 2014 segna il suo primo gol con la maglia dei Blades, nella vittoria per 2-1 sul Mansfield Town, in EFL Cup.
Il 6 novembre 2015 si trasferisce al Portsmouth con la formula del prestito breve. Il 24 Novembre 2015 segna la sua prima tripletta in carriera nella vittoria per 6-0 sullo York City. Il 4 gennaio 2016 l'accordo per il prestito viene prolungato fino a fine stagione.
Il 31 agosto 2016 passa al Bradford City con la formula del prestito annuale tuttavia, il 2 gennaio 2017, il prestito viene rescisso e fa così ritorno allo Sheffield United.
Il 18 maggio 2017 firma un contratto biennale con il Conventry City. Il 12 Maggio 2018, nella partita dei play-off giocata contro il Notts Country, mette a segno il suo centesimo gol in carriera. A fine stagione, grazie anche ai suoi 25 gol, il Coventry City centra la promozione in League One.
Il 6 luglio 2018 firma un contratto di quattro anni con il Reading ma, trovando poco spazio, il 31 gennaio 2019 torna in prestito all'Hibernian: facendovi così ritorno 10 anni dopo essere stato scartato dal settore giovanile.

### Nazionale
Viene chiamato per la prima volta in nazionale nel marzo 2019 e debutta il 21 marzo nella partita di qualificazione ai campionati europei 2020 persa 3-0 contro il Kazakistan.

## Statistiche

### Presenze e rete nei club
| Stagione                | Squadra                 | Campionato              | Campionato | Campionato | Coppe nazionali | Coppe nazionali | Coppe nazionali | Coppe continentali | Coppe continentali | Coppe continentali | Altre coppe | Altre coppe | Altre coppe | Totale | Totale |
| Stagione                | Squadra                 | Comp                    | Pres       | Reti       | Comp            | Pres            | Reti            | Comp               | Pres               | Reti               | Comp        | Pres        | Reti        | Pres   | Reti   |
| ----------------------- | ----------------------- | ----------------------- | ---------- | ---------- | --------------- | --------------- | --------------- | ------------------ | ------------------ | ------------------ | ----------- | ----------- | ----------- | ------ | ------ |
| 2009-2010               | Livingston              | SL2                     | 9          | 1          | SC+CdL          | -               | -               | -                  | -                  | -                  | SCC         | -           | -           | 9      | 1      |
| 2010-2011               | Livingston              | SL1                     | 5          | 1          | SC+CdL          | 0+1             | 0               | -                  | -                  | -                  | SCC         | 1           | 0           | 7      | 1      |
| 2011-2012               | Livingston              | SC                      | 30         | 11         | SC+CdL          | 2+2             | 4+1             | -                  | -                  | -                  | SCC         | 3           | 0           | 37     | 16     |
| 2012-2013               | Livingston              | SC                      | 26         | 7          | SC+CdL          | 1+3             | 0+4             | -                  | -                  | -                  | SCC         | 1           | 0           | 31     | 11     |
| 2013-2014               | Livingston              | SC                      | 35         | 17         | SC+CdL          | 1+2             | 0+1             | -                  | -                  | -                  | SCC         | 1           | 1           | 39     | 19     |
| Totale Livingston       | Totale Livingston       | Totale Livingston       | 105        | 37         |                 | 12              | 10              |                    | -                  | -                  |             | 6           | 1           | 123    | 48     |
| 2014-2015               | Sheffield United        | FL1                     | 31+1       | 9          | FACup+CdL       | 4+6             | 2+2             | -                  | -                  | -                  | FLT         | 1           | 0           | 43     | 13     |
| ago.-nov. 2015          | Sheffield United        | FL1                     | 5          | 1          | FACup+CdL       | 2+0             | 0               | -                  | -                  | -                  | FLT         | 1           | 0           | 8      | 1      |
| 2015-2016               | Portsmouth              | FL2                     | 27+2       | 10+1       | FACup+CdL       | 5+0             | 1               | -                  | -                  | -                  | FLT         | 0           | 0           | 34     | 12     |
| ago. 2016               | Sheffield United        | FL1                     | 1          | 0          | FACup+CdL       | 0+1             | 0               | -                  | -                  | -                  | FLT         | 0           | 0           | 2      | 0      |
| ago.-dic. 2016          | Bradford City           | FL1                     | 15         | 1          | FACup+CdL       | 0               | 0               | -                  | -                  | -                  | FLT         | 1           | 0           | 16     | 1      |
| gen.-giu. 2017          | Sheffield United        | FL1                     | 3          | 0          | FACup+CdL       | 0               | 0               | -                  | -                  | -                  | FLT         | 0           | 0           | 3      | 0      |
| Totale Sheffield United | Totale Sheffield United | Totale Sheffield United | 41         | 10         |                 | 13              | 4               |                    | -                  | -                  |             | 2           | 0           | 56     | 14     |
| 2017-2018               | Coventry City           | FL2                     | 42+3       | 23+2       | FACup+CdL       | 5+0             | 1               | -                  | -                  | -                  | FLT         | 2           | 2           | 52     | 27     |
| 2018-gen. 2019          | Reading                 | FLC                     | 13         | 1          | FACup+CdL       | 0+2             | 0               | -                  | -                  | -                  | FLT         | 0           | 0           | 15     | 1      |
| gen.-giu. 2019          | Hibernian               | SP                      | 7          | 6          | SC+CdL          | 2+0             | 1+0             | -                  | -                  | -                  | -           | -           | -           | 9      | 7      |
| Totale carriera         | Totale carriera         | Totale carriera         | 255        | 91         |                 | 39              | 17              |                    | -                  | -                  |             | 11          | 3           | 305    | 110    |

### Cronologia presenze e reti in nazionale
| Cronologia completa delle presenze e delle reti in nazionale ― Scozia | Cronologia completa delle presenze e delle reti in nazionale ― Scozia | Cronologia completa delle presenze e delle reti in nazionale ― Scozia | Cronologia completa delle presenze e delle reti in nazionale ― Scozia | Cronologia completa delle presenze e delle reti in nazionale ― Scozia | Cronologia completa delle presenze e delle reti in nazionale ― Scozia | Cronologia completa delle presenze e delle reti in nazionale ― Scozia | Cronologia completa delle presenze e delle reti in nazionale ― Scozia |
| Data                                                                  | Città                                                                 | In casa                                                               | Risultato                                                             | Ospiti                                                                | Competizione                                                          | Reti                                                                  | Note                                                                  |
| --------------------------------------------------------------------- | --------------------------------------------------------------------- | --------------------------------------------------------------------- | --------------------------------------------------------------------- | --------------------------------------------------------------------- | --------------------------------------------------------------------- | --------------------------------------------------------------------- | --------------------------------------------------------------------- |
| 21-3-2019                                                             | Astana                                                                | Kazakistan                                                            | 3 – 0                                                                 | Scozia                                                                | Qual. Euro 2020                                                       | -                                                                     | 81’                                                                   |
| 24-3-2019                                                             | Serravalle                                                            | San Marino                                                            | 0 – 2                                                                 | Scozia                                                                | Qual. Euro 2020                                                       | -                                                                     | 37’                                                                   |
| Totale                                                                |                                                                       | Presenze                                                              | 2                                                                     |                                                                       | Reti                                                                  | 0                                                                     |                                                                       |

## Palmarès

### Club

#### Competizioni nazionali
- Scottish League Two: 1

Livingston: 2009-2010